# Beverley Robinson (Biathletin)
Beverley Robinson (* 26. August 1974) ist eine ehemalige britische Biathletin.

## Karriere
Beverley Robinson startete für die RLC Ladies und war Ende der 1990er und zu Beginn der 2000er Jahre in internationalen Biathlon-Rennen aktiv. Sie lief meist in Rennen des Biathlon-Europacups und konnte dort als bestes Resultat einen zehnten Platz bei einem Einzel der Saison 1998/99 in Champex-Lac erreichen. In Relativierung dazu muss angegeben werden, dass Robinson in jedem teilgenommenen Rennen den letzten Platz belegte. In der Gesamtwertung der Rennserie wurde sie Fünfte und schaffte damit eines der besten Resultate für britische Biathleten überhaupt. Bei den Sommerbiathlon-Weltmeisterschaften 1998 in Osrblie erreichte Robinson den 39. Platz im Sprint. National gewann die Britin 2005 mit Emma Fowler und Adele Walker den Titel in der Staffel und im Team, im Super-Sprint wurde sie mit Sam Crake Zweite. 2008 gewann sie erneut den Titel im Team und wurde mit der Militärpatrouille Vizemeisterin. 2008 beendete sie ihre internationale Karriere, nahm aber 2009 noch an den nationalen Meisterschaften teil. Dort wiederholte Robinson die Vizemeisterschaft mit der Militärpatrouille, bevor sie auch die nationale Karriere beendete.
Vor ihrer Zeit im Biathlon war Robinson aktive Skilangläuferin. Sie begann mit dem Sport 1997 und übte ihn bis 1999 auf europäischem Niveau aus, ohne jedoch besonders viele Rennen zu laufen.